# Kepler-442 b
Kepler-442 b (precedentemente conosciuto come KOI-4742.01) è un esopianeta di tipo terrestre che orbita attorno alla stella Kepler-442. Si trova a circa 1115 anni luce dalla Terra, nella costellazione della Lira. Il pianeta è stato scoperto con il metodo del transito nell'ambito della Missione Kepler, e la sua esistenza è stata confermata il 6 gennaio 2015. Al 2018, si tratta di uno dei pianeti confermati più simili alla Terra, con un indice di similarità terrestre dell'84%.

## Caratteristiche

### Stella
Kepler-442 è una nana arancione, ossia una stella di tipo K di sequenza principale. La sua massa e il suo raggio sono rispettivamente il 61% e il 59% di quelli del Sole, mentre la sua temperatura superficiale è attorno ai 4400 K. La metallicità è inferiore a quella del Sole, con una quantità di elementi pesanti del 43% rispetto a quelli presenti nel Sole. L'età della stella, e di conseguenza del sistema, è incerta: una stima media indica un'età vicina ai 2,9 miliardi di anni, tuttavia il margine di tolleranza è elevato, e potrebbe anche essere molto più vecchia del Sole, che ha un'età di 4,6 miliardi di anni. Le nane arancioni rimangono stabili per molto più tempo rispetto alle nane gialle come il Sole, per questo vengono spesso indicate come le migliori candidate attorno alle quali potrebbero esistere pianeti abitabili..

### Dimensioni e orbita
Kepler-442 b ha un raggio 1,34 volte quello terrestre, mentre la massa non è nota con precisione, una stima media (ipotizzando che il pianeta sia fatto completamente di roccia) è di 2,34 M⊕, mentre, se avesse una composizione simile a quella terrestre la sua massa potrebbe essere 2,64 M⊕. Ruota attorno alla propria stella madre in 112,31 giorni, ad una distanza media di 0,409 UA. A quella distanza, è probabile che il pianeta non sia in blocco mareale, come spesso succede ai pianeti situati nella zona abitabile attorno a nane rosse, che hanno lo svantaggio, per lo sviluppo della vita, di rivolgere sempre lo stesso emisfero verso la stella.
Considerando che la massa e il raggio di Kepler-442 b sono più piccoli di 6 M⊕ e 1,6 R⊕, limiti individuati da un recente studio condotto da un team di HARPS tra i pianeti terrestri e quelli gassosi, la probabilità che la composizione dell'esopianeta sia principalmente costituita di roccia e ferro come Venere e la Terra è alta, superiore al 60%.

### Abitabilità
Il pianeta si trova all'interno della zona abitabile della propria stella, e potrebbe quindi avere acqua liquida in superficie. Rispetto alla Terra si trova più vicino al centro della zona abitabile, e il suo HZD (Habitable Zone Distance) è quindi migliore di quello del nostro pianeta, la cui orbita è più spostata verso il confine interno della zona abitabile del Sole.
La sua temperatura di equilibrio è stimata essere di 243 K, con un'albedo pari a 0, mentre con un'albedo simile a quella terrestre (0,3), la sua temperatura di equilibrio sarebbe di 233 K, che aumenterebbe a 266 K (-7,15 °C) se avesse un effetto serra generato da un'atmosfera con caratteristiche simili a quella terrestre (aumento di 33 °C). Questa temperatura media lo convertirebbe in un "psicropianeta", cioè un pianeta con temperature medie comprese tra 0 e -50 °C. Tuttavia, essendo più massiccio, è probabile che la sua atmosfera sia più densa, e di conseguenza anche l'effetto serra sia maggiore di quello terrestre, contribuendo all'innalzamento della temperatura planetaria. 
Anche con un'atmosfera simile a quella terrestre avrebbe ampie zone della superficie con temperature superiori ai 10 °C, tuttavia, in questo caso, esiste anche la possibilità che una minor temperatura planetaria porti ad una formazione di calotte polari maggiori di quelle terrestri, e questo col tempo potrebbe portare a glaciazioni globali, come quella occorsa sulla Terra nel Cryogeniano, che portò alla teoria della Terra a palla di neve.
Si tratta di uno degli esopianeti con l'Earth Similarity Index più elevato (0,84) tra quelli scoperti fino al 2016, il che lo rende tra i più simili alla Terra per dimensioni e temperatura superficiale. Inoltre, secondo uno studio del 2015, Kepler-442 b ha un grado di abitabilità perfino superiore a quello terrestre (0,836 contro 0,829 della Terra), e a seconda delle condizioni atmosferiche (non ancora note), è il più serio candidato ad essere considerato un pianeta superabitabile, ossia un pianeta le cui condizioni per lo sviluppo della vita sono più favorevoli che sulla Terra.